# Kassim Ouma
Kassim Ouma est un boxeur ougandais né le 12 décembre 1978 à Kampala.
Enfant soldat dans l'armée ougandaise avant de s'exiler aux États-Unis, il est considéré comme déserteur dans son pays de naissance.

## Carrière
Passé professionnel en 1998, il devient champion des États-Unis des super-welters en 2002 puis champion du monde IBF de la catégorie le 2 octobre 2004 après sa victoire aux points contre Verno Phillips. Ouma perd son titre lors de sa 2e défense face à Roman Karmazin le 14 juillet 2005 par arrêt de l'arbitre au 9e round.